# Katlanovo
Katlanovo é uma pequena aldeia na República da Macedónia, cujo nome provém de catalano [carece de fontes?], usado na Catalunha, em Espanha. Localiza-se entre as cidades de Skopje e Veles, no município de Petrovec.